# Ali Abdelmuati
Ali Abdelmuati –en árabe, علي عبد المعطي– (nacido el 25 de junio de 1995) es un deportista egipcio que compite en judo. Ganó dos medallas en los Juegos Panafricanos en los años 2015 y 2019, y una medalla en el Campeonato Africano de Judo de 2021.

## Palmarés internacional
| Juegos Panafricanos | Juegos Panafricanos               | Juegos Panafricanos | Juegos Panafricanos |
| Año                 | Lugar                             | Medalla             | Categoría           |
| ------------------- | --------------------------------- | ------------------- | ------------------- |
| 2015                | Brazzaville (República del Congo) | Medalla de plata    | –66 kg              |
| 2019                | Rabat (Marruecos)                 | Medalla de oro      | –73 kg              |
| Campeonato Africano |                                   |                     |                     |
| Año                 | Lugar                             | Medalla             | Categoría           |
| 2021                | Dakar (Senegal)                   | Medalla de bronce   | –73 kg              |